# Issaak Kikoin
Issaak Konstantinovitx Kikoin (en rus: Исаа́к Константи́нович Кико́инva), (Žagarė, Lituània, 28 de març de 1908 - Moscou, 28 de desembre de 1984), va ser un físic i acadèmic soviètic d'ascendència litvak, membre de l'Acadèmia de Ciències de l'URSS, considerat un dels desenvolupadors del programa nuclear soviètic.

## Formació i carrera científica
Kikoin va néixer en la família d'un mestre litvak, i va poder rebre una bona formació jueva tradicional, així com en llengües i matemàtiques. Al començament de la Primera Guerra Mundial], la família va ser traslladada des de la demarcació jueva a Pskov. Va graduar-se a l'escola secundària el 1923, i va ingressar a l'Institut Politècnic de Leningrad el 1925. Va entrar a formar part de l'equip d'Abram Ioffe, especialista en electromagnetisme, el camp d'estudi que suposaria l'inici de la seva carrera científica. A partir de 1930, va poder conéixer als principals laboratoris de física d'Alemanya i els Països Baixos, on va conèixer físics com Peter Debye, Otto Stern, Walter Gerlach o Walther de Haas. A principis de la dècada de 1930, Kikoin va realitzar mesures pioneres de l'efecte Hall en metalls líquids, i va descobrir l'efecte fotomagnètic en semiconductors, el posteriorment anomenat efecte Kikoin-Noskov. Va continuar el seu treball experimental en un nou centre de física a Iekaterinburg, descobrint l'efecte Hall anòmal en ferromagnets i mesurant les relacions gineconètiques dels superconductors.

## Programa nuclear
Després de la invasió alemanya de 1941, Kikoin va participar activament en la creació de l'Institut Kurchàtov de l'Energia Atòmica, junt amb el mateix Ígor Kurtxàtov, on des de 1950 fou cap del departament de física molecular, i des de 1960 director adjunt. L'Institut va desenvolupar el primer reactor nuclear soviètic el 1946, en el que va ser l'inici del Projecte soviètic de la bomba atòmica, i on Kikoin va supervisar el programa de separació d'isòtops d'urani.
Kikoin va fer contribucions significatives al sistema modern d'ensenyament de Física a la Unió Soviètica de la postguerra. Amb el seu germà, Abram Kikoin, va reformar el programa escolar de Física de l'ensenyament i va escriure plans d'estudis per a escoles secundàries i universitats. El 1970, juntament amb Andrei Kolmogórov, va començar a editar la revista de divulgació científica Kvant, sobre física i matemàtiques.